# Olympische Geschichte Portugals
| Gelbes Symbol für Goldmedaillen mit stilisierten Olympischen Ringen | Graues Symbol für Silbermedaillen mit stilisierten Olympischen Ringen | Braundes Symbol für Bronzemedaillen mit stilisierten Olympischen Ringen |
| ------------------------------------------------------------------- | --------------------------------------------------------------------- | ----------------------------------------------------------------------- |
| 4                                                                   | 8                                                                     | 12                                                                      |

Nach Gründung des Comité Olímpico de Portugal, dem Nationalen Olympischen Komitee (NOK) Portugals im Jahr 1909, nahm das Land erstmals 1912 an Olympischen Spielen teil, an den Sommerspielen von Stockholm.

## Ausrichter
Portugal hat bisher keine Olympischen Spiele ausgerichtet. Auch eine offizielle Bewerbung hat bisher nicht stattgefunden.

## Teilnahme an Sommerspielen
Seit 1912 war Portugal bei allen Olympischen Sommerspielen vertreten. Dabei haben portugiesische Athleten bisher 24 Medaillen errungen (Stand 2016).
→ Siehe: Liste der olympischen Medaillengewinner aus Portugal

## Teilnahme an Winterspielen
Bedingt durch seine klimatischen Verhältnisse sind Wintersportarten in Portugal wenig verbreitet. Dies begründet die unregelmäßige Teilnahme des Landes mit vergleichsweise wenigen Athleten an den Olympischen Winterspielen. Erstmals waren portugiesische Wintersportler 1952 in Oslo angetreten, danach in Calgary 1988, Albertville 1992, Lillehammer 1994, Nagano 1998, Turin 2006, Vancouver 2010 und in Sotschi 2014. Bisher hat es dabei keinen portugiesischen Medaillengewinn gegeben.

### Übersicht der portugiesischen Teilnahmen an Olympischen Winterspielen
| Jahr | Ort         | Athlet(en)                                                | Disziplin             | Ergebnis                         |
| ---- | ----------- | --------------------------------------------------------- | --------------------- | -------------------------------- |
| 1952 | Oslo        | Duarte Silva                                              | Abfahrt               | 69.                              |
| 1988 | Calgary     | António Reis und João Poupada                             | Zweierbob             | 34.                              |
| 1988 | Calgary     | Jorge Magalhães und João Pires                            | Zweierbob             | DNF                              |
| 1988 | Calgary     | António Reis, João Pires, João Poupada, Rogério Bernardes | Viererbob             | 25.                              |
| 1992 | Albertville | Georges Mendes                                            | Abfahrt               | Nicht angetreten nach Verletzung |
| 1994 | Lillehammer | Georges Mendes                                            | Abfahrt               | 30.                              |
| 1994 | Lillehammer | Georges Mendes                                            | Super-G               | DNF                              |
| 1994 | Lillehammer | Georges Mendes                                            | Riesenslalom          | 41.                              |
| 1998 | Nagano      | Mafalda Pereira                                           | Freestyle-Skiing      | 21.                              |
| 1998 | Nagano      | Fausto Marreiros                                          | 5000 m Eisschnelllauf | 31.                              |
| 2006 | Turin       | Danny Silva                                               | 15 km Langlauf        | 94.                              |
| 2010 | Vancouver   | Danny Silva                                               | 15 km Langlauf        | 95.                              |
| 2014 | Sotschi     | Arthur Hanse                                              | Slalom/Riesenslalom   | DNF                              |
| 2014 | Sotschi     | Camile Dias                                               | Slalom                | 40.                              |
| 2014 | Sotschi     | Camile Dias                                               | Riesenslalom          | 59.                              |
| 2018 | Pyeongchang | Arthur Hanse                                              | Slalom                | 38.                              |
| 2018 | Pyeongchang | Arthur Hanse                                              | Riesenslalom          | 66.                              |
| 2018 | Pyeongchang | Kequyen Lam                                               | 15 km Freistil        | 113.                             |
| 2022 | Peking      | José Cabeça                                               | 15 km Klassisch       | 88.                              |
| 2022 | Peking      | Vanina Guerillot                                          | Riesenslalom          | 43.                              |
| 2022 | Peking      | Vanina Guerillot                                          | Slalom                | DNF                              |
| 2022 | Peking      | Ricardo Brancal                                           | Riesenslalom          | 37.                              |
| 2022 | Peking      | Ricardo Brancal                                           | Slalom                | 39.                              |